# フルーヒウの戦い
フルーヒウの戦いは（フルーヒウのたたかい）、2022年ロシアのウクライナ侵攻の一環として、同年2月24日にスームィ州ショストカ地区フルーヒウの町で始まった一連の衝突である。

## 戦闘経過

### 2022年2月24日
2022年2月24日午前5時23分、ロシア軍はウクライナの国境を越え、バチフスク検問所を通過した。スームィ州の当局者によると、18人の国境警備隊を含む最大90人が、バチフスクの国境検問所で捕虜となったという。その捕虜はロシア・ブリャンスク州のコキノ村へと連行された。
フルーヒウでの戦闘は、バチフスクの国境検問所を制圧したロシア軍がショストカの町に向けて前進しようとした際に始まった。フルーヒウとバチフスクの間の町の北にある幹線道路での戦闘中、ガソリンスタンドが爆発し、ウクライナ兵1人が死亡、3人が負傷した。フルーヒウ郊外での戦闘の最初の1時間で、さらに11人のウクライナ兵が負傷した。
ロシア軍は2月24日の正午にフルーヒウを通過し、スームィ州知事のドミトロ・ジビツキーは、ロシア軍がフルーヒウとロシア国境間の幹線道路とチェルニーヒウ州バトゥールィンの町を支配していると述べた。同日午後4時24分、ウクライナ軍はT-72戦車15台と装甲車14台を含むロシア車の車列を破壊した。午後4時から午後11時30分の間、フルーヒウでは戦闘や砲撃はなかった。
フルーヒウの南にあるペレモハ村とフルーヒウ中心部で11時30分頃に戦闘が再開し、ウクライナ軍第58独立自動車化歩兵旅団がロシア軍の車列を破壊した。

### 2月25日
翌日、ドゥボヴィチに向かう途中のロシア車17台の車列がフルーヒウを通過した。ドゥボヴィチへの道中でロシア軍は民間車両に発砲し、民間人の男性1人が死亡した。2月25日の夕方、ロシア軍はキプティ-バチフスク幹線道路の支配権を確保し、民間人が道路を使用できないように障害物を設置した。車列は25日の間は道路上で停止した。

### 2月26〜27日
2月26日、24日にバチフスク検問所で拘束され連れ去られていた国境警備隊員52人がウクライナに送還されたが、26人の警備隊員は依然としてロシアに拘留されていた。翌日、3個BTGがフルーヒウ付近で停止した。

### 3月〜4月
3月1日の夕方、ウクライナ軍は、侵攻の初期からロシア軍に支配されていたキプティ-バチフスク幹線道路の一部を解放した。しかし、スームィ州当局がフルーヒウに入れたかどうかはわかっていない。3月2日、前進グループの第5国境分遣隊の国境警備隊員がウクライナ軍の部隊とともに占領者を押い出し、スームィ州の州境に到達した。3月17日の午後、フルーヒウのロシア軍は、ウクライナの他地域とのインターネットへのアクセスと電力を遮断した。
ウクライナ北東部攻勢が失敗に終わったロシア軍は4月上旬にフルーヒウから撤退した。ウクライナ軍は4月11日に残りのスームィ州地域、チェルニーヒウ州、キーウ州の各州とともにフルーヒウを奪還したが、フルーヒウはロシアとの国境に近接しているため、ウクライナ軍による奪還以降、ロシアの空爆と小競り合いの対象地域となっている。

## 余波
ウクライナ軍がフルーヒウを奪還した後、花火技師はフルーヒウ近くのオブロジキー村で1145個の爆発装置を発見した。ロシア軍はまた、フルーヒウを含むスームィ州とチェルニーヒウ州の国境地域を砲撃し始め、戦勝記念日の5月9日には、ロシア軍がフルーヒウのユダヤ人墓地を砲撃した。5月18日、フルーヒウで爆発音が10回聞こえた。7月1日、ロシア軍はフルーヒウを含む多数の国境近辺の町を砲撃した。7月18日、ロシア軍はフルーヒウを再び砲撃したが、死傷者は出なかった。